# 木場公園 (志摩市)
木場公園（きばこうえん）は、三重県志摩市にある都市公園。ここでは木場公園の開園と密接に関連する磯部駅前土地区画整理事業（いそべえきまえとちくかくせいりじぎょう）についても記述する。

## 概要
近鉄志摩線志摩磯部駅前にある。「木場公」（きばこう）と省略して呼ぶ人もいる。
- 所在地：〒517-0214 三重県志摩市磯部町迫間1877番地
- 施工者：志摩郡磯部町（開園当時）
- 管理者：志摩市建設部都市計画課
- 公園種別：街区公園（旧・児童公園[1]）
- トイレ
  - 男性用＝小3器、大1器
  - 女性用＝2器
  - 多機能＝1器

## 公園遊具
- ベンチ：12基
- 時計塔：1本（シチズン製）
- ブランコ：2台
- すべり台：1基

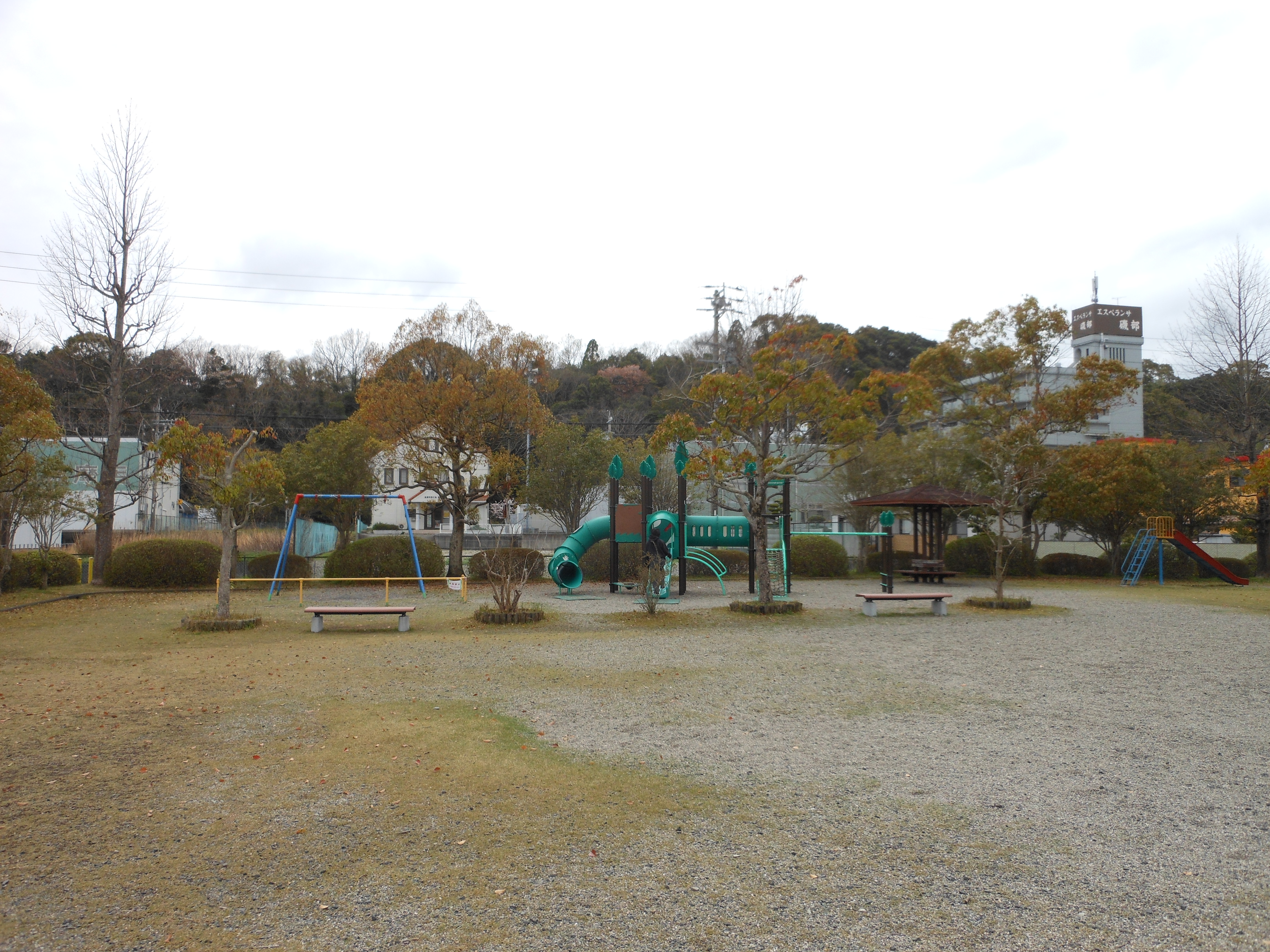
園内の様子。左からブランコ、GREENGREENFARM、東屋、すべり台

- GREENGREENFARM：1基（2010年新設のアスレチック）
- 街路灯：1本
- 砂場：1箇所
- 東屋（休憩舎）：2箇所
- 飛び木：13個

### かつて存在した遊具
- 木製アスレチック - 老朽化のため撤去され、再建されなかった。
- 鉄棒 - 2本。高さに違いが見られた。跡地にGREENGREENFARMが完成。

## 歴史
- 1985年（昭和60年）3月 - 志摩磯部駅前に開園。
- 1986年（昭和61年）10月26日 - 伊勢志摩国立公園指定40周年記念行事を行う。
- 1989年（平成元年）3月 - 磯部駅前土地区画整理記念碑建立[注 1]。
- 2006年（平成18年）4月16日 - 伊雑宮のお木曳きが行われる[2]。
- 2010年（平成22年）2月 - 新しいアスレチックが完成。

## 磯部駅前土地区画整理事業
1970年（昭和45年）3月1日に迫間駅が志摩磯部駅に改称し、町の中心駅となったことから、当時一面に水田が広がっていた駅前を宅地として整備することになった。
1978年（昭和53年）12月27日には事業が認可され、土地区画の整理と都市下水路の整備が行われ、1987年（昭和62年）9月22日に完了した。

### 事業の諸統計
- 事業区域：国道167号（現、県道61号）と近鉄志摩線に囲まれた区域、約12.6ha[注 2]。
  - うち造成宅地：約7.0ha
- 土地区画整理事業費：7億9404万円
- 都市下水路事業費：10億2252万円
- 公共減歩率22.74%
- 公共保留地合算減歩率：37.88%
- 土地権利者：84名

### 事業沿革
ここでは、事業完了以後に事業地域で起きた出来事についても扱う。
- 1978年（昭和53年）12月27日 - 事業認可。
- 1985年（昭和60年） - 事業の一環で木場公園が完成。
- 1986年（昭和61年）3月10日 - 磯部郵便局が駅前に移転、完成。
- 1987年（昭和62年）9月22日 - 換地完了。
- 1988年（昭和63年）4月4日 - 磯部都市下水路事業排水ポンプ場[注 3]（通称：穴川ポンプ場）が完成。
- 1989年（平成元年）
  - 2月28日 - 浜公園（街区公園、志摩市磯部町穴川1663番地、43a）が開園[1]。
  - 3月 - 木場公園に「磯部駅前土地区画整理記念碑」建立。
- 1994年（平成6年）3月15日 - 志摩磯部駅が橋上駅化。
- 1996年（平成8年）2月6日 - 磯部町観光案内所が開所[注 4]。